# Џорагет
Џорагет (јерм. Ձորագետ) је река у Јерменији која протиче кроз северозападни део марза Лори.
Извире на западним обронцима Базумске горе на надморској висини од 2.200 метара, тече према истоку и код места Дсех се састаје са реком Памбак творећи реку Дебед (на надморској висини од 920 м). Припада хидрографском систему реке Куре.
Дужина водотока је 67 km, укупна површина слива 1.460 km² а просечан проток износи 42,9 m³/s. Укупан пад износи 1.280 метара.
Одликује се бројним брзацима и веома је позната као рафтинг одредиште. Њена обала је кањонског типа са стрмим странама, дубине 100 до 300 метара. Обале су нешто шире и приступачније у доњем делу тока. У доњем делу тока, близу града Тумањана на реци је саграђена хидроелектрана капацитета 25,12 МВт електричне енергије. Електрана је изграђена још 1932. године.
Иначе само име реке изведено је од јерменске речи „ձոր“ (џор) која означава кањон.
Протиче кроз град Степанаван.
- Географске координате изворишта су 40° 59′ 45.9″ N 44° 01′ 03.6″ E / 40.996083° С; 44.017667° И
- Географске координате ушћа су 40° 57′ 26.4″ N 44° 37′ 56.6″ E / 40.957333° С; 44.632389° И